# قلعة جهانغير (مقاطعة دورود)
قلعة جهانغير (بالفارسية: قلعه جهانگیر) هي قرية تقع في قسم جان الريفي (مقاطعة دورود) في إيران. يقدر عدد سكانها بـ 48 نسمة بحسب إحصاء 2016.